# Skałki (Miękinia)
Skałki – wzgórze o wysokości 453 m n.p.m. w północnej części Miękini, na granicy z Filipowicami. Na południu łączy się z Kowalską Górą, a na północy ze wzgórzem Szybiska.